# ラブパワーキングダム
『ラブパワーキングダム〜恋愛強者選挙〜』は、ABEMAが製作・配信している日本の恋愛サバイバル番組。2025年2月19日から配信されている。

## 内容
モテることを自認している美男美女が参加し、No.1を決定する番組である。

## MC
出典：
- せいや（霜降り明星）
- YOU
- 岩田剛典（三代目J SOUL BROTHERS）
- 谷まりあ

## メンバー
出典：

### 男子
- あさや（バンダリ亜砂也）
- あり（亜莉）
- いっせい（森長一誠）
- けいいち（長谷川惠一）
- けいし（荒井啓志）
- ひろき（田中宏樹）
- ひろやす（森山弘康）
- ゆうじ（山城裕司）

### 女子
- アオイ（AOI）
- あかね（瀧山あかね）
- あやか（中野綾香）
- せいな（聖菜）
- みさき（谷岡美沙紀）
- みほ（宮崎美穂）
- める
- レイカ（REIKA）

## 主題歌
主題歌は、ALIとeillにより書き下ろされた楽曲「LOVE IS KILLING ME feat.eill」である。